# جان هیگینز (فیلم‌نامه‌نویس)
جان سی. هیگینز (انگلیسی: John C. Higgins؛ ۲۸ آوریل ۱۹۰۸ – ۲ ژوئیه ۱۹۹۵) یک فیلم‌نامه‌نویس اهل ایالات متحده آمریکا بود.
فیلم‌نامهٔ مأموران خزانه‌داری (۱۹۴۷) به کارگردانی آنتونی مان و بن‌بست اثر ریچارد بندیکت (۱۹۶۹) از جمله آثار وی است.